# Trichomycterus giganteus
Trichomycterus giganteus és una espècie de peix de la família dels tricomictèrids i de l'ordre dels siluriformes.

## Morfologia
Els mascles poden assolir els 20,4 cm de llargària total.

## Distribució geogràfica
Es troba al sud-est del Brasil.